# Megaloolithus
Megaloolithus es un oogénero de huevos de dinosaurio. Algunos huevos pertenecientes a este oogénero pueden haber sido depositados por el dinosaurio titanosaurio, Hypselosaurus. Estos huevos se caracterizan por poseer cáscaras gruesas, de al menos 1.5 milímetros de espesor, y por la forma casi esférica que presentaban los huevos. Este tipo de huevos se han encontrado principalmente en India y Europa, pero algunos especímenes se han hallado en América del Sur.

## Especies
- M. aureliensis
- M. baghensis
- M. cylindricus
- M. dhoridungriensis
- M. jabalpurensis
- M. khempurensis
- M. mamillare
- M. megadermus
- M. microtuberculata
- M. mohabeyi
- M. petralta
- M. problematica
- M. pseudomamillare
- M. siruguei
- M. trempii
- M. patagonicus

## Galería

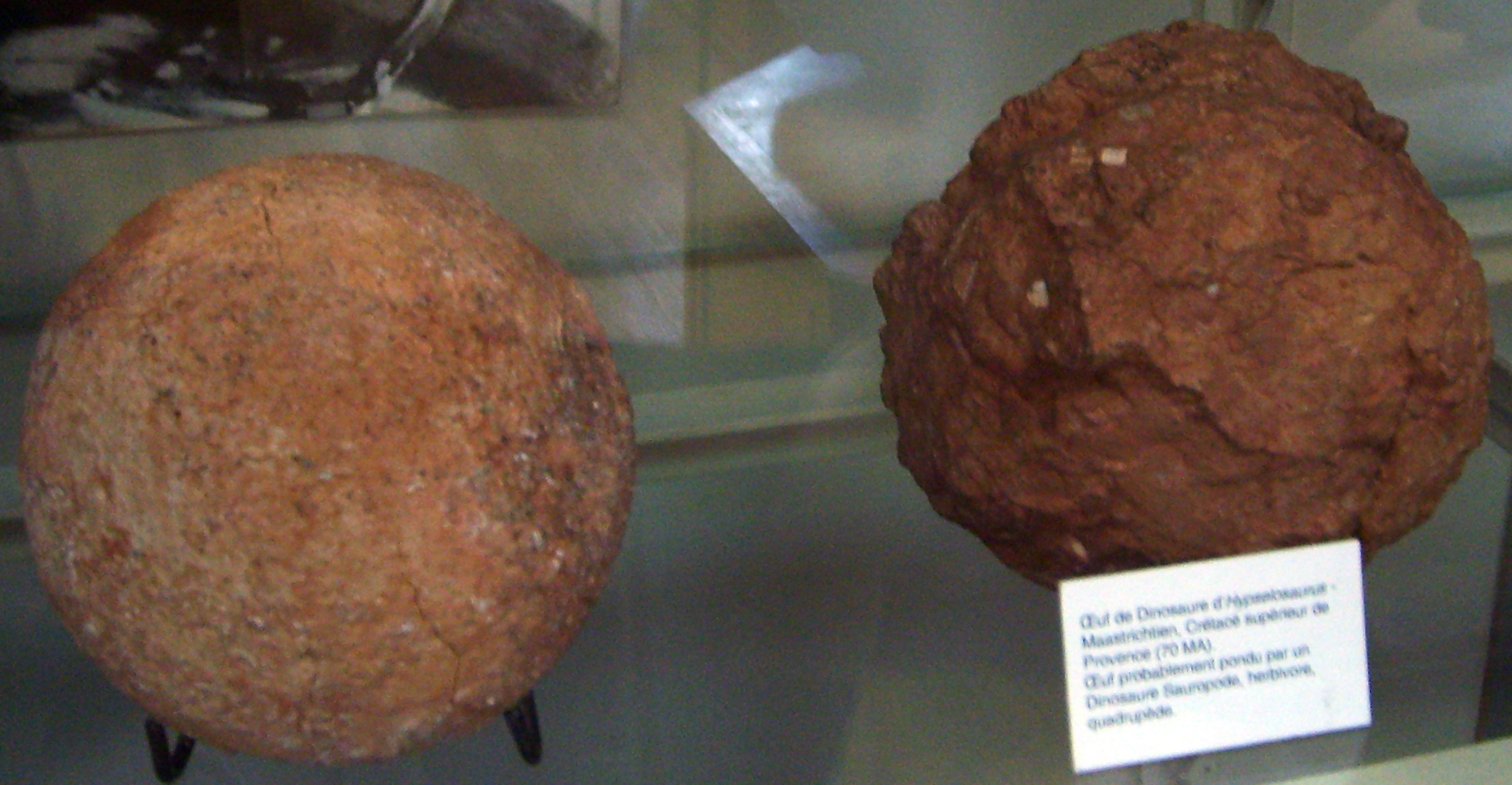
Huevos de Hypselosaurus, Muséum national d'histoire naturelle, París
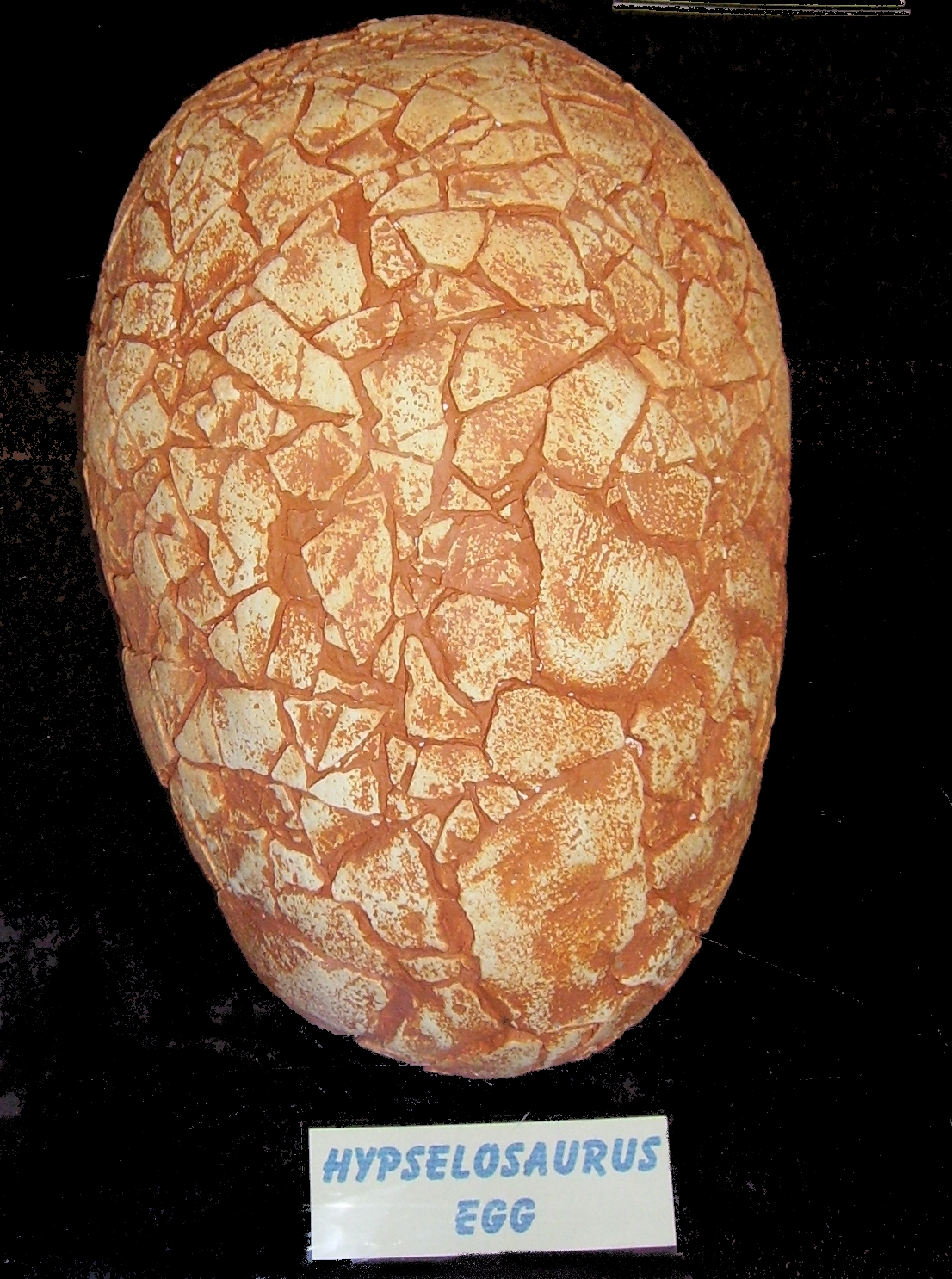
Un huevo de Hypselosaurus (Dinosaurland, Lyme Regis).